# Schloss Allmannshausen
Das Schloss Allmannshausen (Unterallmannshausen) liegt in der Assenbucher Straße 101 im Ortsteil Allmannshausen der Gemeinde Berg. Es ist vom Starnberger See nur durch die Straße getrennt.

## Denkmalschutz
Das Schloss Allmannshausen steht unter Denkmalschutz und ist unter der Aktennummer D-1-88-113-18 in der Denkmalliste des Bayerischen Landesamtes für Denkmalpflege mit dem Landschloss, dem Landschaftsgarten, dem Villengarten und dem Badehaus erfasst. Ebenfalls Denkmal geschützt sind die "untertägigen frühneuzeitlichen Befunde im Bereich des Hofmarkschlosses von Allmannshausen unter der Aktennummer D-1-8034-0218.

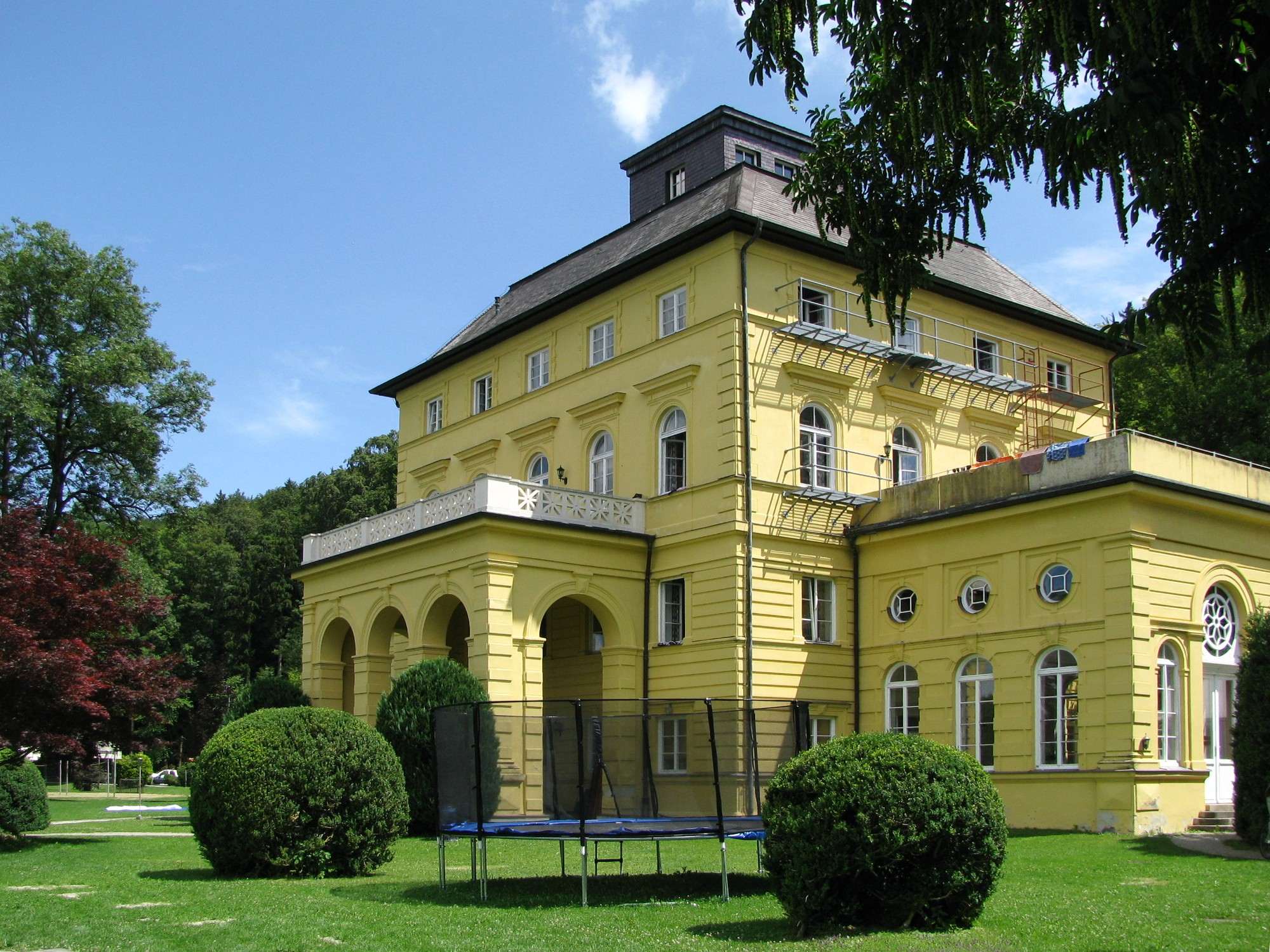
Schloss Allmannshausen

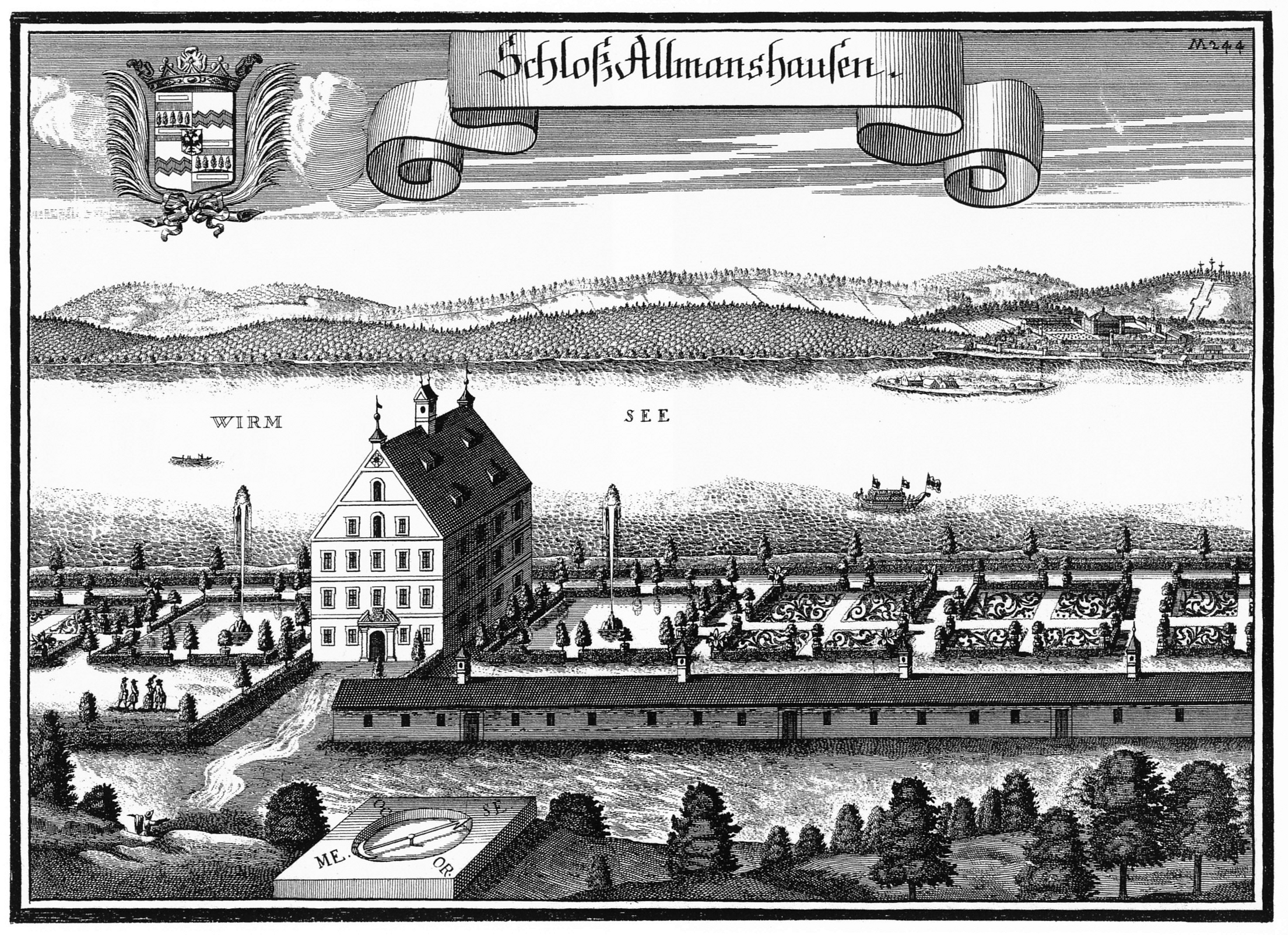
Das Schloss bei Michael Wening

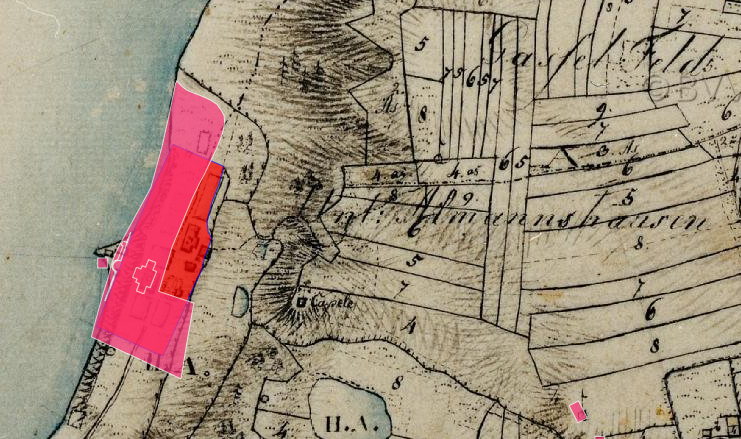
Lageplan von Schloss Allmannshausen auf dem Urkataster von Bayern

## Geschichte und Anlage
Im Jahr 1517 wird das heutige Schloss als Hofmarkssitz mit einem Herrenhaus aus Holz genannt. Im 17. Jahrhundert gehörte es den Reichsgrafen von Hörwarth, Augsburger Patriziern, die es 1611 erwarben. Das bestehende Schloss wurde 1696 durch den Maurermeister Caspar Feichtmayr d. Ä. aus Bernried als dreigeschossiger Bau mit einem Satteldach für Ferdinand Joseph von Hörwarth errichtet. 1881 wurde es viergeschossig erweitert, bekam ein Walmdach, ein Belvedere auf dem Dach, einen Portikus und einen niedrigen Flügelbau. Die Fassade wurde im Stil der italienischen Renaissance gestaltet. Die funktionale Innenausstattung korrespondiert nicht mit dem aufwändigen Äußeren. Um das Schloss liegt ein Landschaftspark.
Bis 1800 verblieb das Schloss im Besitz der Familie von Hörwarth, kam anschließend an die Familie des Karl von Rambaldi und 1880 an den Chemieunternehmer Christoph Heinrich Boehringer, über die Heirat seiner Tochter aber wieder an die Rambaldi und nach deren Aussterben im Mannesstamm an die Nagel zu Aichberg, die es in der Zeit des Nationalsozialismus aufgeben mussten. Seit 1948 gehört das Schloss dem Freistaat Bayern, der es zusammen mit dem etwas südlich gelegenen neuromanischen Schloss Seeburg an das christliche Jugendwerk Wort des Lebens e. V. verpachtet hat, das es als Jugendfreizeitstätte nutzt.